# La madre (película de 1926)
Mama (Мать) es una película muda soviética de 1926 dirigida por Vsévolod Pudovkin. 
Retrata la lucha de una mujer contra el régimen zarista durante la Revolución rusa de 1905. La película está basada en la novela homónima de Máximo Gorki, exponente del realismo socialista.
En esta película, la madre de Pável Vlásov es empujada al conflicto revolucionario cuando su esposo e hijo se encuentran en lados opuestos durante una huelga de trabajadores. Después de que su esposo muera durante la fallida huelga, la madre traiciona la ideología de su hijo, para intentar, en vano, salvarlo. Pável es arrestado, procesado en una farsa judicial y sentenciado a trabajo forzado en un campo de concentración. Durante su encarcelamiento, su madre se alinea con él y su ideología y se une a los revolucionarios. En el clímax de la película, la madre y cientos de otros marchan a la prisión para liberar a los reclusos, quienes conocen el plan y han proyectado su escape. 
Las últimas escenas de la película muestran la muerte de la madre y el hijo por las tropas del Zar que desvelaron el levantamiento.
Con esta obra Pudovkin inicia su trilogía revolucionaria, a la que seguirían El fin de San Petersburgo y Tempestad sobre Asia.

## Reparto
- Vera Baranovskaya - Pelagiya Nílovna Vlásova, la Madre.
- Nikolái Batálov - Pável Vlásov, el Hijo.
- Aleksandr Chistyakov - Mijaíl Vlásov, el Padre.
- Anna Zemtsova - Anna, una revolucionaria.
- Ivan Koval-Samborsky - Nikolái Vesovshchilov, un amigo de Pável.
- Vsévolod Pudovkin - policía.
- V. Savitsky - Isaika Gorbov.
- N. Vidonov - Misha, un trabajador.